# Chris Diamantopoulos
Christopher "Chris" Diamantopoulos (sinh ngày 9 tháng 5 năm 1975) là một nam diễn viên điện ảnh và diễn viên truyền hình người Canada.

## Danh sách phim

### Truyền hình
2018-2021 DuckTales Storkules, Drake Mallard/Darkwing Duck, Mickey Melon, Mystical Goat, Egghead, Hades giọng nói, 9 tập